# Ernst von Barth zu Harmating
Ernst Franz Kaspar Freiherr von Barth zu Harmating (* 13. Juli 1849 in Eurasburg (Oberbayern); † 29. August 1934 in Harmating) war ein bayerischer General der Infanterie.

## Leben

### Herkunft
Ernst war ein Sohn des bayerischen Kämmerers und Gutsbesitzers Anton von Barth zu Harmating (1815–1902) und dessen Ehefrau Flora, geborene Freiin von Krauß (* 1857). Sie war eine Enkelin des bayerischen Generals und Kriegsministers Johann Nepomuk von Triva. Sein älterer Bruder Hermann (1845–1876) war ein bekannter Bergsteiger und sein Zwillingsbruder Hugo (1849–1935) wurde bayerischer Generalmajor.

### Militärkarriere
Nach dem Besuch des Kadettenkorps trat Barth 1868 als Offiziersaspirant in das Infanterie-Leib-Regiment der Bayerischen Armee ein und wurde im Jahr darauf mit der Beförderung zum Unterleutnant in das 2. Jäger-Bataillon versetzt. Er nahm 1870/71 während des Krieges gegen Frankreich an den Kämpfen bei Wörth, Beaumont, Sedan und Orléans sowie der Belagerung von Paris teil. Für sein Wirken erhielt er das Eiserne Kreuz II. Klasse und das Ritterkreuz II. Klasse des Militärverdienstordens. 1873 wurde Barth in das Infanterie-Leib-Regiment rückversetzt, stieg im Oktober 1874 zum Oberleutnant auf und absolvierte von 1879 bis 1882 die Kriegsakademie, die ihm die Qualifikation für den Generalstab, die Höhere Adjutantur und das Lehrfach aussprach.
Im April 1883 zum Hauptmann befördert, wurde Barth im gleichen Jahr zum Generalstab der Armee kommandiert und 1885 mit der Ernennung zum Adjutanten des Generalstabschefs hierher versetzt. 1886 folgte seine Kommandierung in das Kriegsministerium. 1887/89 versah Barth Dienst als Kompaniechef im Infanterie-Leib-Regiment, wurde anschließend zur Zentralstelle des Generalstabes versetzt und Ende Oktober 1890 zum Major befördert. 1890/93 lehrte er Kriegsgeschichte und Geschichte der Kriegskunst an der Kriegsakademie. Nach einer Verwendung als Kommandeur des III. Bataillons im 2. Infanterie-Regiment „Kronprinz“ wurde er 1895 wieder in den Generalstab der Armee versetzt und zugleich zum Generalstab des II. Armee-Korps nach Würzburg kommandiert. Als Oberstleutnant war Barth von Mitte April 1896 bis Mitte Juni 1898 Abteilungschef bei der Zentralstelle des Generalstabes und anschließend bis Anfang Oktober 1900 Chef des Generalstabes des II. Armee-Korps. Zwischenzeitlich im Juni 1898 zum Oberst aufgerückt, würdigte ihn Prinzregent Luitpold 1900 mit dem Ritterkreuz des Verdienstordens der Bayerischen Krone. Mit der Beförderung zum Generalmajor wurde Barth am 28. Oktober 1901 zum Chef des Generalstabes der Armee ernannt und zugleich mit der Wahrnehmung der Geschäfte als Inspekteur der Militärbildungsanstalten beauftragt. Als solcher stieg er am 28. Oktober 1903 zum Generalleutnant auf. Während seiner Amtszeit als Chef des Stabes erschienen 1904/05 die beiden Halbbände des zweiten Bandes der Geschichte des Bayerischen Heeres sowie die Hefte 11 bis 14 der Darstellungen aus der Bayerischen Kriegs- und Heeresgeschichte. In Genehmigung seines Abschiedsgesuches wurde Barth am 15. September 1905 unter Verleihung des Charakters als General der Infanterie mit der gesetzlichen Pension zur Disposition gestellt.

### Familie
Barth hatte sich am 20. April 1887 in München mit Gabriele Gräfin Verri della Bosia, Tochter des bayerischen Generals der Infanterie Maximilian Verri della Bosia (1824–1909), verheiratet. Der Sohn Karl (1890–1917) stand während des Ersten Weltkriegs als Leutnant der Reserve im Infanterie-Leib-Regiment und die Tochter Askania (* 1890) heiratete im Juli 1914 Theodor von Boutteville, Herr auf Mering.